# Rada Dworu i Poczty we Wrocławiu
Rada Dworu i Poczty we Wrocławiu – organ poczty pruskiej w prowincji śląskiej. Powołana zarządzeniem króla pruskiego z 2 sierpnia 1743 w celu kontroli i nadzorowania działalności urzędów pocztowych. Podlegała Zarządowi Poczty Pruskiej przy Wyższym Urzędzie Poczty we Wrocławiu, zaś organem nadrzędnym Rady Dworu i Poczty była Kamera wojny i domen we Wrocławiu (Kriegs-und Domänen Kammer in Breslau). W I poł. XVIII wieku kierował Radą inspektor Hänel.
Ustanowienie Rady Dworu i Poczty było ostatnim etapem procesu nadawania poczcie śląskiej w I poł. XVIII wieku dużej samodzielności, czego uwieńczeniem był układ zarządu poczty wrocławskiej z rządem pruskim zawarty w Berlinie w 1743. Na jego podstawie Rada Dworu i Poczty otrzymywała do swojej Kasy Poczty Śląskiej wszystkie wpływy pochodzące z usług poczty prowincji śląskiej, a także cieszyła się swobodą działania w pruskim systemie administracyjnym.
Prusy stworzyły administrację pocztową na Śląsku po zajęciu tej prowincji po wojnach śląskich w latach 40. XVIII wieku. Poczta pruska opierała się na Ordynacji pocztowej z 1712 oraz edykcie pocztowym w 1715.